# أتريمة متكاملة الأوراق
أتريمة متكاملة الأوراق (الاسم العلمي: Eutrema integrifolium) هي نوع من النباتات يتبع جنس الأتريمة من الفصيلة الكرنبية.